# Sant Fruitós de Bages
Sant Fruitós de Bages är en kommun i Spanien.   Den ligger i provinsen Província de Barcelona och regionen Katalonien, i den östra delen av landet, 500 km öster om huvudstaden Madrid. Antalet invånare är 8 227. Arean är 22,2 kvadratkilometer. Sant Fruitós de Bages gränsar till Sallent, Navarcles, Talamanca, El Pont de Vilomara i Rocafort, Manresa, Sant Joan de Vilatorrada och Santpedor. 
Terrängen i Sant Fruitós de Bages är huvudsakligen platt, men åt sydost är den kuperad.